# (623) Chimaera
(623) Chimaera – planetoida z grupy pasa głównego asteroid okrążająca Słońce w ciągu 3 lat i 315 dni w średniej odległości 2,46 j.a. Została odkryta 22 stycznia 1907 roku w Landessternwarte Heidelberg-Königstuhl, w Heidelbergu przez Karla Lohnerta. Nazwa planetoidy pochodzi od Chimery, ziejącego ogniem potwora w mitologii greckiej. Przed jej nadaniem planetoida nosiła oznaczenie tymczasowe (623) 1907 XJ.